# 以色列交通
以色列交通主要基於私家車、巴士服務和正在擴充的鐵路網。以色列公路網全長18,096（11,244英里），其中449 km（279 mi）是高速公路。巴士是以色列主要的公共交通方式。2015年，以色列的巴士乘客總量約有6.78億人。2009年，共有16家公司運營以色列的公共巴士交通。以色列共有47座機場。以色列鐵路全長1,138公里。2013年，以色列鐵路乘客數達4500萬人。以色列共有47座機場，其中最大機場是特拉維夫的本·古里安国际机场。以色列的主要港口有阿什杜德港、海法港、埃拉特港。

## 外部連結
- Ministry of Transport
- Transport Today and Tomorrow（页面存档备份，存于）